# 黑肯
黑肯是德国莱茵兰-普法尔茨州的一个市镇。总面积3.89平方公里，总人口124人，其中男性61人，女性63人（2011年12月31日），人口密度32人/平方公里。